# 中国驻几内亚比绍大使列表
本列表为中華民國和中華人民共和國驻几内亚比绍历任大使名录。

## 历任中国驻几内亚比绍大使

### 中华人民共和国驻几内亚比绍大使（1974年—1990年）
1974年3月15日，中华人民共和国与几内亚比绍建交。1990年5月31日，两国断交。
| 姓名   | 任命           | 任命          | 到任           | 递交国书       | 免职           | 免职          | 离任           | 外交衔级 | 外交职务     | 备注       |
| 姓名   | 全国人大常委会 | 主席          | 到任           | 递交国书       | 全国人大常委会 | 主席          | 离任           | 外交衔级 | 外交职务     | 备注       |
| ------ | -------------- | ------------- | -------------- | -------------- | -------------- | ------------- | -------------- | -------- | ------------ | ---------- |
| 钱其琛 | 不適用         | 不適用        | 1974年9月23日  | 1974年9月25日  | 1976年12月2日  | 不適用        | 1975年10月13日 | 大使     | 特命全权大使 | 驻几内亚兼 |
| 李振海 | 不適用         | 不適用        | 1975年3月10日  | 1975年3月15日  | 不適用         | 不適用        | 1976年2月      | 参赞     | 临时代办     | 筹备开馆   |
| 贾怀济 | 1976年12月2日  | 不適用        | 1976年2月9日   | 1976年2月16日  | 1979年11月29日 | 不適用        | 1979年11月7日  | 大使     | 特命全权大使 | 兼驻佛得角 |
| 刘英仙 | 1979年11月29日 | 不適用        | 1980年3月29日  | 1980年4月9日   | 1983年9月2日   | 1984年4月4日  | 1983年11月2日  | 大使     | 特命全权大使 | 兼驻佛得角 |
| 胡景瑞 | 1983年9月2日   | 1984年4月4日  | 1984年1月21日  | 1984年2月4日   | 1987年3月19日  | 1987年7月16日 | 1987年5月      | 大使     | 特命全权大使 | 兼驻佛得角 |
| 石午山 | 1987年3月19日  | 1987年9月28日 | 1987年12月19日 | 1987年12月29日 | 不適用         | 不適用        | 1990年6月4日   | 大使     | 特命全权大使 |            |

### 中华民国驻几内亚比绍大使（1990年－1998年）
1990年5月26日，中华民国与几内亚比绍建交。1998年4月24日，两国断交。斷交後，目前沒有在對方首都互設具大使館性質的代表機構。對幾內亞比索的相關事務由駐葡萄牙台北經濟文化中心兼轄。
| 姓名   | 任命          | 到任 | 递交国书       | 免职          | 离任      | 外交衔级 | 外交职务     | 备注 | 备注 |
| ------ | ------------- | ---- | -------------- | ------------- | --------- | -------- | ------------ | ---- | ---- |
| 貢宗才 | 1990年8月24日 |      |                | 1991年6月7日  |           | 大使     | 特命全权大使 |      |      |
| 顧富章 | 1991年6月7日  |      |                | 1995年8月21日 |           | 大使     | 特命全权大使 |      |      |
| 周國瑞 | 1995年8月21日 |      | 1995年11月10日 | 1997年7月15日 |           | 大使     | 特命全权大使 |      |      |
| 翁廷龍 | 1997年7月15日 |      | 1997年10月2日  |               | 1998年4月 | 大使     | 特命全权大使 |      |      |

### 中华人民共和国驻几内亚比绍大使（1998年至今）
1998年4月23日，中华人民共和国与几内亚比绍复交。5月，中国设立中国驻几内亚比绍大使馆。6月，因几比内战，复馆人员暂时撤至几内亚首都科纳克里。次年，内战结束，复馆人员重回比绍。
| 姓名   | 任命           | 任命           | 到任           | 递交国书       | 免职           | 免职           | 离任         | 外交衔级 | 外交职务     | 备注               |
| 姓名   | 全国人大常委会 | 主席           | 到任           | 递交国书       | 全国人大常委会 | 主席           | 离任         | 外交衔级 | 外交职务     | 备注               |
| ------ | -------------- | -------------- | -------------- | -------------- | -------------- | -------------- | ------------ | -------- | ------------ | ------------------ |
| 洪虹   | 不適用         | 不適用         | 1998年5月      | 1998年5月19日  | 不適用         | 不適用         | 不適用       | 大使     | 临时代办     | 候任大使，筹备复馆 |
| 洪虹   |                |                | 不適用         | 1999年7月30日  | 2001年6月30日  | 2001年9月11日  | 2001年8月    | 大使     | 特命全权大使 |                    |
| 高克祥 | 2001年6月30日  | 2001年9月11日  | 2001年9月      | 2001年9月12日  | 2003年8月27日  | 2004年1月29日  | 2003年12月   | 大使     | 特命全权大使 |                    |
| 田广凤 | 2003年8月27日  | 2004年1月29日  | 2004年1月      | 2004年1月16日  | 2006年6月29日  | 2007年2月17日  | 2007年2月    | 大使     | 特命全权大使 |                    |
| 严邦华 | 2006年6月29日  | 2007年2月17日  | 2007年3月2日   | 2007年3月14日  | 2010年6月25日  | 2010年10月25日 | 2010年10月   | 大使     | 特命全权大使 |                    |
| 李宝钧 | 2010年6月25日  | 2010年10月25日 | 2010年11月1日  | 2010年11月9日  | 2012年12月28日 | 2013年7月31日  | 2013年7月    | 大使     | 特命全权大使 |                    |
| 王华   | 2012年12月28日 | 2013年7月31日  | 2013年7月29日  | 2013年7月31日  | 2016年11月7日  | 2017年4月8日   | 2017年3月    | 大使     | 特命全权大使 |                    |
| 金红军 | 2016年11月7日  | 2017年4月8日   | 2017年4月6日   | 2017年4月12日  | 2020年6月20日  | 2020年11月5日  | 2020年8月    | 大使     | 特命全权大使 |                    |
| 郭策   | 2020年6月20日  | 2020年11月5日  | 2020年10月10日 | 2020年10月12日 |                | 2024年5月14日  | 2024年4月6日 | 大使     | 特命全权大使 |                    |
| 杨仁火 |                | 2024年5月14日  | 2024年4月25日  | 2024年5月7日   | 现任           |                |              | 大使     | 特命全权大使 |                    |